# آسپر-سور-بوئک
آسپر-سور-بوئک (به فرانسوی: Aspres-sur-Buëch) یک کمون در فرانسه است که در canton of Aspres-sur-Buëch واقع شده‌است. آسپر-سور-بوئک ۴۲٫۶۵ کیلومتر مربع مساحت دارد ۷۶۱ متر بالاتر از سطح دریا واقع شده‌است.